# Estadio Facundo de León Fossati
El Estadio Facundo de León Fossati es un estadio de fútbol de Paraguay que se encuentra ubicado en la ciudad de Villa Hayes. Cuenta con una capacidad de 5000 espectadores y es propiedad del Club 12 de Junio, el cual hace de anfitrión en él.
Es el estadio de fútbol con mayor capacidad de la región Occidental del Paraguay, aunque en unos años será superado por el estadio Mar del Chaco del Atlántida Sport Club en Nueva Asunción, que tendrá capacidad para 18.000 espectadores.

## Historia
Sus orígenes datan de los primeros años del club en 1936, siendo inicialmente solo una cancha de futbol donde se disputaban partidos de la liga regional de Villa Hayes (cuarta división), hasta que en 2021 se inició la construcción de las primeras graderías de cemento, para que el club pueda participar de la Primera B Nacional (tercera división) del año siguiente.
En el año 2022, el estadio fue remodelado, se le agregaron asientos de plástico a las graderías, así como una gran mejora en la lumínica y la infraestructura en general del predio, para que pueda ser utilizado por el club en partidos importantes contra equipos de divisiones superiores.
En 2024, el recinto fue utilizado para albergar varios partidos de la Copa Paraguay.
En julio de 2024, el estadio fue mejorado, se le colocaron torres para el VAR, se construyeron más cabinas de prensa, y se ampliaron los vestuarios y baños, para cumplir con las exigencias de la APF y poder albergar partidos de Primera División. Esto debido a que el Club Tacuary del Barrio Jara de Asunción anunció que ejercerá de local temporalmente en este estadio, luego de llegar a un acuerdo con el Club 12 de Junio.
En octubre de 2024 inició la segunda etapa de obras de ampliación del estadio, en la cual se construirán nuevas graderías y se aprovechará todo el espacio disponible, haciendo que el predio llegue a una capacidad final para 12.000 espectadores. De esta manera, en 2026 el recinto podrá ser sede de partidos nacionales importantes e incluso de algunos encuentros internacionales.